# Чжоу Вэйчжи
Чжо́у Вэйчжи́ (кит. 周巍峙, пиньинь Zhōu Wēizhì; 13 июня 1916, Дунтай, Яньчэн, Цзянсу — 12 сентября 2014, Пекин) — китайский государственный деятель, музыкант и композитор, Министр культуры КНР (1980—1982), председатель Всекитайской ассоциации работников литературы и искусства (1996—2006), с 2006 года — почётный председатель.

## Биография
Родился в бедной крестьянской семье. Когда ему было пять лет, его отец устроился в Шанхае работником завода.
В 1926 г. вместе с отцом принял участие в Северном походе. В 1930 г. начал работать в библиотеке газеты Шэньбао. После Первого Шанхайского сражения до 1934 г. являлся секретарем Ли Гунфу.
С 1934 по 1937 гг. работал в Шанхайской Национальной ассоциации сохранения культурного наследия. В сентябре 1937 г. в провинции Шаньси присоединился к 8-й армии НОАК, а в июле 1938 г. вступил в КПК. В 1938—1944 гг. работал в приграничном регионе Шаньси-Чахар-Хэбэй. С 1944 по 1949 гг. преподавал в Академии искусств имени Лу Синя в Яньане.
С началом в 1966 г. периода Культурной революции был подвергнут политическим преследованиям, вместе с семьей был направлен на перевоспитание в трудовой лагерь им. 7 мая.
После реабилитации и возвращения на государственную службу с 1977 по 1980 г. занимал пост заместителя министра культуры, а с декабря 1980 по апрель 1982 г. являлся министром культуры КНР.
В декабре 1996 года избран председателем ВАРЛИ, проработал на этом посту два срока до 2006 года, после чего избран почётным председателем ассоциации (2006—2011).
Член Постоянного комитета НПКСК седьмого созыва. Депутат всекитайского съезда КПК восьмого и двенадцатого созывов.

## Песни
Среди песен, которые сочинил Чжоу Вэйчжи:
- «Примкнуть штыки» / 上起刺刀来
- «Фронтовой марш» / 前线进行曲
- «Армейский марш» / 子弟兵进行曲
- «Боевой гимн китайских народных добровольцев» / 中国人民志愿军战歌
- / 十里长街送总理
- / 起来、铁的兄弟